# Немиринці (Бердичівський район)
Неми́ринці — село в Україні, у Ружинській селищній громаді Бердичівського району Житомирської області. Населення становить 972 особи. Фольклорне свято «Купальські роси» проходить в селі на початку липня.

## Історія
Немиринці засновані у 1556 році.
1556-1569: у складі Великого князівства Литовського
1569-1793: у складі Київського воєводства Речі Посполитої.
1793-1846: у складі Київської губернії Російської імперії.
1846-1917: у складі Російської імперії (Київська губернія, Бердичівський повіт).
1917-1919: у складі УНР, УНРС, УНР, Української держави, УНР.
1919-1923: у складі УРСР (Київська губернія, Бердичівський повіт).
1923-1930: у складі СРСР (УРСР, Бердичівський округ).
1930-1937: у складі СРСР (УРСР, Київська область, Ружинський район).
22.09.1937-1991: у складі СРСР (УРСР, Житомирська область, Ружинський район).
1991-2020: у складі України (Житомирська область, Ружинський район).
З 2020: у складі України (Житомирська область, Бердичівський район, Ружинська селищна громада).
Колишній орган місцевого самоврядування — Немиринецька сільська рада.

## Географія
Селом протікає річка Білуга.

## Освіта
У Немиринцях розташована загальноосвітня школа.

## Відомі люди
- Барановський Христофор (19 грудня 1874–1941)  — відомий громадський і політичний діяч Української Центральної Ради.
- Дубик Петро Борисович (1983—2014) — молодший сержант Збройних сил України, учасник російсько-української війни.
- Жебрівський Павло Іванович — український політик, голова Донецької облдержадміністрації (11 червня 2015—2018).
- Жебровська Філя Іванівна — український економіст, науковець і підприємець, голова наглядової ради ПАТ «Фармак», сестра політика Павла Жебрівського.